# Emic i etic
Emic i etic – para terminów stworzona przez Kennetha L. Pike'a; w szerszym znaczeniu emic oznacza badanie danej kultury od strony jej użytkowników, etic zaś z pozycji zewnętrznego obserwatora.

## Definicje
Model emiczny stanowi próbę wyjaśnienia ideologii lub zachowania przedstawicieli danej kultury, przy wykorzystaniu stosowanych przez nich samych definicji różnych zjawisk. Model etyczny oparty jest na pojęciach spoza danej kultury. W założeniu modele etyczne mają być uniwersalne, modele emiczne natomiast specyficzne dla poszczególnych kultur.
Marvin Harris w swojej książce The Rise of Anthropological Theory: A History of Theories of Culture z 1969 roku definiuje oba pojęcia następująco:
Twierdzenia emiczne odnoszą się do systemów logiczno-empirycznych, w których podział zjawisk lub „rzeczy” jest budowany poprzez kontrasty i rozróżnienia ważne, znaczące, rzeczywiste, dokładne lub w inny sposób postrzegane jako właściwe przez samych aktorów. (...) Twierdzenia etyczne zależą od rozróżnień zjawisk uznawanych za właściwe przez społeczność naukową – obserwatorów.
Również Jingfeng Xia nawiązuje do tych dwóch terminów:
Analiza emiczna łączy się ze sposobem myślenia osoby z badanego środowiska, jej wierzeniami, myślami i postawami. Innymi słowy lokalna wiedza i interpretacje są kluczowe do analizy emicznej. Analiza etyczna charakteryzuje się podejściem międzykulturowym. Kiedy prowadzone są więcej niż jedne badania koniecznym jest odniesienie zróżnicowań w kontekście kulturowym do zróżnicowań w zachowaniu. (...) Obserwacje zwykle są prowadzone na podstawie kryteriów pochodzących z zewnątrz i bez celowego zapoznania się z perspektywami osób badanych.

## Historia
Już antropolodzy tacy jak Franz Boas, Bronisław Malinowski czy Edward Sapir, a także inni, zwrócili uwagę na to, że celem dla badacza kultury powinno być uchwycenie jej od strony „wewnętrznej”, to znaczy z punktu widzenia użytkowników tej kultury.
Terminy emic/etic zostały wprowadzone przez Kennetha L. Pike'a, amerykańskiego lingwistę w jego książce Language in Relation to a Unified Theory of the Structure of Human Behaviour, w analogii do pojęć takich jak fonetyczny i fonemiczny. Zakłada on, że narzędzia stosowane do badania zachowań językowych wykorzystać można, opisując różne zachowania społeczne ludzi. Sugeruje istnienie dwóch perspektyw, które można przyjąć w badaniu kultury danego społeczeństwa, analogicznie do perspektyw wykorzystywanych podczas badań nad systemem dźwiękowym języka. W obu tych przypadkach przyjąć można zarówno punkt widzenia „zewnętrzny” – spoza grupy, jak również „wewnętrzny”, czyli punkt widzenia członków grupy. Stworzony przez Pike'a podział metodologiczny zyskał znaczenie nie tylko w antropologii, ale również podczas badań kultury w innych dziedzinach, takich jak np. psychologia, lingwistyka i socjologia czy medycyna.
Perspektywą emiczną i etyczną zajęli się w swoich badaniach między innymi Ward Goodenough i Marvin Harris. Harris włączył to rozróżnienie do swojej koncepcji materializmu kulturowego. W. H. Goodenough utworzył podział na antropologię emiczną i etyczną. Antropologia emiczna stosuje z konieczności terminy etic, jednak dąży do ich konkretyzacji w odniesieniu do danej kultury. Badania z założenia dążyć mają do odkrycia systemów pojęciowych, wykorzystywanych przez członków badanych kultur. Goodenough postulował tworzenie modeli emic opartych na pojęciach używanych przez „autorytety kulturowe”. W tej kwestii nie zgadzał się z nim M. Harris, wskazując na pojawiające się przy takim podejściu problematyczne kwestie, jak chociażby to, czy możliwe jest znalezienie osoby, którą można uznać za absolutny autorytet kulturowy i na jakiej podstawie należałoby wybrać ją spośród innych użytkowników danej kultury. Odrzucał traktowanie kultury jako tworu składającego się z reguł czy „gramatyki”. Zdaniem Harrisa ponadto podejście etyczne góruje nad emicznym, ponieważ potencjalnie umożliwia ono uzyskanie obiektywnej wiedzy.

## Przykłady
- Jednym z przykładów, w którym widać różnicę między podejściami emic i etic, jest ten przytoczony przez Marvina Harrisa w swoim artykule dla Human Nature z 1978, opisujący stosunek do krów i wołów w Indiach[7]. W tym przykładzie emiczny punkt widzenia jest taki, że wszystkie woły są święte i zabicie ich (czy to umyślne, czy poprzez zagłodzenie czy zaniedbanie) byłoby czynem karygodnym. Z punktu widzenia etic to z powodów ekonomicznych proporcje płci różnią się między północą a południem Indii, czyli w każdym z regionów dominuje ta płeć, która przynosi większe zyski właścicielom, chociaż rodzi się mniej więcej tyle samo krów i wołów.
- W opisie rytuału Kula w Argonautach zachodniego Pacyfiku Bronisław Malinowski zawiera oba opisy – emic i etic[8].